# Partito Popolare Democratico (Svizzera)

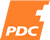
Il logo in lingua francese.

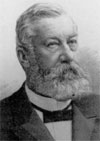
Josef Zemp, Primo Consigliere federale democristiano.

Il Partito Popolare Democratico (PPD; in francese Parti démocrate-chrétien PDC, in tedesco Christlichdemokratische Volkspartei CVP e in romancio Partida cristiandemocratica svizra) è stato un partito politico svizzero.

## Storia
Il PPD è uno dei maggiori partiti svizzeri ed è nato nel 1848 per tutelare l'autonomia dei cantoni, soprattutto a maggioranza cattolica e per contenere il ruolo dei radicali. Nel 1891 il lucernese Joseph Zemp del PPD è stato, infatti, il primo esponente non radicale ad entrare nel consiglio federale.
Il partito ha più volte cambiato nome: Partito Cattolico Conservatore nel 1848, Partito Conservatore nel 1912, Partito Conservatore - Cristiano Sociale nel 1957, Partito Democratico Cristiano nel 1970. In Ticino viene chiamato Partito Popolare Democratico, nel Grigioni italiano Partito Popolare Democratico Cristiano (PPDC).
Il PPD può essere classificato come un partito cristiano-democratico di centro, un tempo rappresentava invece la destra conservatrice.
Nel 1963 il PPD ottenne il suo miglior risultato a livello federale, il 23,4% dei voti nelle elezioni del Consiglio nazionale, lentamente calati fino al 14,4% del 2003. Dagli anni '50 si è andata diffondendo all'interno del PPD una tendenza cristiano-sociale, la sinistra del partito, che in molti cantoni ha dato vita a un movimento autonomo il Partito Cristiano Sociale. Ciò nonostante il PPD esprime il 20% dei consiglieri cantonali.

## Diffusione
Il PPD, pur presente in tutti i Cantoni svizzeri con l'eccezione di Neuchâtel, resta radicato in particolare nei Cantoni cattolici, sia quelli della Svizzera centrale e orientale, sia in Vallese, Friburgo e Giura. Nel Canton Ticino il partito è sempre stato rappresentato in Governo e grazie alla sua politica di centro ha dato un importante contributo allo sviluppo e alla stabilità del cantone a sud dell'arco Alpino.  Archiviato il 28 settembre 2007 in Internet Archive. Risultati elettorali in Ticino nelle elezioni del 2007 Consiglio di Stato, non invece per quelle del legislativo (Gran Consiglio).

## Ideologia
Il partito si colloca tra il Centro e il Centro-destra dello spettro politico.
Segue l'ideologia del cristianesimo democratico, e sostiene l'economia sociale di mercato, trovandosi quindi in equilibrio tra il liberismo e la giustizia sociale, e un moderato conservatorismo sociale.
Il Partito Popolare Democratico presenta tre punti principali nel programma politico:
- sostiene l'economia sociale di mercato. Supporta le industrie esportatrici e maggiori spese per l'istruzione, la ricerca e lo sviluppo. Mira anche a combattere il mercato nero e l'evasione fiscale. Al fine di aumentare l'efficienza e gli incentivi, richiede la riduzione e l'ottimizzazione delle procedure burocratiche e delle agenzie governative, e una bassa tassazione per le imprese familiari e per coloro che offrono istruzione e stage professionali. E richiede salari e opportunità di lavoro uguali per uomini e donne;
- richiede orari di lavoro flessibili, assistenza all'infanzia e alloggi a prezzi accessibili;
- mira a garantire la sicurezza sociale. Richiede riforme del sistema di sicurezza sociale, aumentando le tasse sui beni demaniali (come ad esempio la tassa sul tabacco) per generare maggiori entrate per i fondi pensione. Vuole tenere l'età pensionabile a 65 anni. E vuole razionalizzare il sistema sanitario pubblico riducendo i tempi di attesa delle procedure mediche, al fine di garantire servizi equi.  Promuove anche il workfare come mezzo principale per combattere la disoccupazione.

## Risultati elettorali
Dal 1919 quando fu introdotto il sistema elettorale proporzionale per l'elezione del Consiglio Nazionale, il Partito Popolare Democratico ha ottenuto i seguenti risultati:
| Anno | %        | Consiglieri nazionali | Consiglieri agli Stati |
| ---- | -------- | --------------------- | ---------------------- |
| 2015 | 11.6 %   | 28                    | 13                     |
| 2011 | 12.3 %   | 29                    | 13                     |
| 2007 | 14.6 %   | 31                    | 15                     |
| 2003 | 14.4 %   | 28                    | 15                     |
| 1999 | 15.9 %   | 35                    | 15                     |
| 1995 | 16.8 %   | 34                    | 16                     |
| 1991 | 18.0 %   | 35                    | 16                     |
| 1987 | 19.6 %   | 42                    | 19                     |
| 1983 | 20.2 %   | 42                    | 18                     |
| 1979 | 21.3 %   | 44                    | 18                     |
| 1975 | 21.1 %   | 46                    | 17                     |
| 1971 | 20.3 %   | 44                    | 17                     |
| 1967 | 22.1 %   | 45                    | 18                     |
| 1963 | 23.4 %   | 48                    | 18                     |
| 1959 | 23.3 %   | 47                    | 18                     |
| 1955 | 23.2 %   | 47                    | 17                     |
| 1951 | 22.5 %   | 48                    | 18                     |
| 1947 | 21.2 %   | 44                    | 18                     |
| 1943 | 20.8 %   | 43                    | 19                     |
| 1939 | (17.0) % | 43                    | 18                     |
| 1935 | 20.3 %   | 42                    | 19                     |
| 1931 | 21.4 %   | 44                    | 18                     |
| 1928 | 21.4 %   | 46                    | 18                     |
| 1925 | 20.9 %   | 42                    | 18                     |
| 1922 | 20.9 %   | 44                    | 17                     |
| 1919 | 21.0 %   | 41                    | 17                     |

## Criticità
Gli aderenti al PPD sono scherzosamente chiamati uregiatt, oregiatt o oregioni, che in dialetto ticinese significa "orecchiuto", "ipocrita" o "subdolo", termine che tuttavia ha un'etimologia molto discussa e che probabilmente si riferisce alle lunghe basette portate dai membri del partito ad inizio secolo
, o come più semplicemente sottolineato dallo scrittore luinese Piero Chiara il termine indicherebbe "gente che ascoltava passivamente e seguiva, più che la parola del Signore, quella dei suoi ministri".